# FIBA Europe Women’s Player of the Year Award
FIBA Europe Women’s Player of the Year Award – oficjalna nagroda dla najlepszej koszykarki z Europy przyznawana corocznie od 2005 przez FIBA Europe (Europejską Federację Koszykówki).
Nagroda została ustanowiona przez FIBA Europe w grudniu 2005 roku. Postanowiono wówczas, że począwszy od 2005 roku, wybierani będą najlepsi koszykarze i koszykarki z Europy w czterech różnych kategoriach: seniorów, seniorek, młodych koszykarzy (do lat 22) i młodych koszykarek (także do lat 22). Nagrodzona może zostać każda koszykarka z Europy, niezależnie od klubu i ligi, w jakiej występowała w danym roku kalendarzowym. Zwycięzcy każdej z czterech nagród otrzymuje pamiątkowe trofeum.
W pierwszej edycji (za 2005 rok) o zwyciężczyni decydowały głosy przedstawicieli mediów, a triumfatorkę FIBA Europe Women’s Player of the Year Award ogłoszono 24 stycznia 2006. Od drugiej edycji (za 2007) głosowanie podzielono na dwie grupy: pierwszą stanowią głosy trenerów, koszykarzy i dziennikarzy, którzy wybierają po 3 najlepsze zawodniczki, a wyniki ich głosowania stanowią 70% ostatecznego rezultatu, a drugą stanowią głosy internetowe kibiców, którzy także wybierają po 3 najlepsze zawodniczki, a wyniki ich głosowania stanowią 30% ostatecznego wyniku.
Najbardziej utytułowaną koszykarką w historii nagrody jest Marija Stiepanowa, która zwyciężyła trzykrotnie (w 2005, 2006 i 2008 roku).

## Zwyciężczynie
| Rok  | Zawodniczka            | Kraj      |
| ---- | ---------------------- | --------- |
| 2005 | Marija Stiepanowa      | Rosja     |
| 2006 | Marija Stiepanowa      | Rosja     |
| 2007 | Anete Jēkabsone-Žogota | Łotwa     |
| 2008 | Marija Stiepanowa      | Rosja     |
| 2009 | Sandrine Gruda         | Francja   |
| 2010 | Hana Horáková          | Czechy    |
| 2011 | Alba Torrens           | Hiszpania |
| 2012 | Céline Dumerc          | Francja   |
| 2013 | Sancho Lyttle          | Hiszpania |
| 2014 | Alba Torrens           | Hiszpania |